# 一戸直蔵
一戸 直蔵（いちのへ なおぞう、1878年8月14日 - 1920年11月26日）は、日本の天文学者・科学ジャーナリスト。日本で最初の変光星の観測者・研究者。ジャーナリストとしては『現代之科学』を創刊し、反アカデミズムの立場をとったことでも知られる。

## 生涯
青森県西津軽郡越水村吹原（現・つがる市）出身。学問を許さなかった父の理解を得られず、家出し、紆余曲折の後、東奥義塾などを経て旧制第二高等学校に進学。仕送りが途絶えたため、一時郷里で教員をし、1903年東京帝国大学理科大学星学科を卒業。その後東大大学院に進学して天文学を研究したが、私設天文台の建設を自らの使命とし、1905年私費で渡米しシカゴ大学ヤーキス天文台に入った。
ヤーキス天文台では当初ジョージ・ヘールの指導を受ける予定だったが、ヘールはウィルソン山天文台に転任していたため、台長のエドウィン・ブラント・フロストに天体物理学を、シャーバーン・バーナムとエドワード・エマーソン・バーナードに観測天文学を、学んだ。ヤーキス天文台に在籍した2年間の間に熱心に観測を行い、変光星に関する多くの論文を発表した。だが、日本に私設天文台を建設するという自らの使命が念頭からはなれず、1907年10月帰国した。
日本に帰国してからは文部省測地学委員会の嘱託となり、東京天文台の観測主任と東京帝大講師も兼任した。私設天文台の建設予定地として1909年と1911年の2度に渡り台湾にある新高山の探検をしたり、当時麻布にあった東京天文台を赤城山の山頂に移転する等の主張をしたため、三鷹移転派だった当時の東京天文台長・寺尾寿と対立した。1911年、青森県初の理学博士となる。寺尾との対立に敗れて、同年東大講師を解任され、東京天文台も退官した。
野に下ってからは大学の講師のほか、現代之科学社を設立し学術雑誌『現代之科学』を発行した。この雑誌は英国の『ネイチャー』、米国の『サイエンス』にならったもので、単なる科学雑誌ではなかった。だが一般読者には難しい内容だったため経営的には苦難の連続で、過労のため結核を発病し、「人生の最後とはコンナものだ」という言葉を残して42歳で死去した。
一戸にちなんだ小惑星 (5532) 一戸 がある。

## 家族
- 父・一戸友作（1842―1922） - 越水村の豪農。戸長、郡会議員、収入役等の要職を務めた。[10]
- 妻・イ子（イネ、1877年生） - 政治家菊池九郎の長女。1904年に結婚し、一女五男を儲けた。イ子の弟に菊池良一、甥に山田良政・山田純三郎兄弟がいる。

## 翻訳
- 『宇宙開闢論史』（スヴァンテ・アレニウス、小川清彦共訳、大倉書店） 1912年
- 『宇宙発展論』（スヴァンテ・アレニウス、大倉書店） 1914年
- 『最近の宇宙観』（スヴァンテ・アレニウス、大鐙閣） 1920年

## 評伝
- 中山茂 『一戸直蔵』リブロポート〈シリーズ民間日本学者〉、1989年

## 関連記事
- 日本経済新聞朝刊（2014年8月15日付）最終文化面で取り上げられた。寄稿者は郷土史家の福士光俊。